# بازتوانی پرندگان شکاری
بازتوانی پرندگان شکاری یا بازتوانبخشی پرندگان شکاری شاخه‌ای از دامپزشکی است که به مراقبت از پرندگان شکاری بیمار یا آسیب‌دیده با هدف بازگرداندن آنها به طبیعت می‌پردازد. از آنجایی که پرندگان شکاری، پرندگان شکارگر بسیار تخصصی هستند، مهارت‌ها، امکانات، تجهیزات، شیوه‌های دامپزشکی و روش‌های پرورش ویژه ضروری است.
بازتوانگرهای پرندگان شکاری اغلب از تکنیک‌های بازداری استفاده می‌کنند یا از شاهین‌ها کمک می‌گیرند تا پرندگان را پیش از رهاسازی تمرین دهند، زیرا ماهیچه‌های آنها اغلب در طول دوره نقاهت بدشکل (آتروفی) می‌شوند.
در ایالات متحده، برای داشتن هر پرنده‌ای که تحت قانون پیمان پرندگان مهاجر در سال 1918 (MBTA) قرار می‌گیرد، مجوز لازم است، و بنابراین بازتوانگرها تحت نظارت شدید مقامات مدیریت حیات وحش ایالتی خود و همچنین خدمات ماهی و حیات وحش ایالات متحده هستند.
پرندگان شکاری که نمی‌توانند دوباره به طبیعت رها شوند، گاهی برای آموزش استفاده می‌شوند یا به شاهین‌داران مجاز منتقل می‌شوند. برخی از ایالت‌ها نیاز دارند که پرندگانی را که نمی‌توان در آن قرار داد یا رها کرد، با بیهوش معدوم کرد. اکثر ایالت‌ها به بازتوانبخشان اجازه نمی‌دهند که شکارچیان را بیش از چند ماه تحت مجوز توانبخشی خود نگه دارند.
هیچ بودجه‌ای برای توانبخشی پرندگان شکاری توسط دولت ایالات متحده ارائه نمی‌شود، هرچند که ادعا می‌کند که مالکیت همه پرندگان تحت حفاظت MBTA است.